# Vinnie Colaiuta
Vincent Peter (Vinnie) Colaiuta (født 5. februar 1956) er en amerikansk trommeslager.
Colaiuta, som er inspireret af Buddy Rich, Tony Williams, Steve Gadd og Bernard Purdie, spiller i alle genrer, men hans force er i fusionsjazzen.
Han mestrer trommesættet på et meget højt plan, hvilket kan høres på et utal af indspilninger, bl.a. med Frank Zappa, Allan Holdsworth, Sting, John McLaughlin, Chick Corea, Gino Vannelli etc.

Han er især kendt for sit arbejde med Frank Zappa og Sting.

## Udvalgt diskografi

### Eget navn
- Vinnie Colaiuta (1994)

### Med andre musikere
- Frank Zappa
  - Saarbrükken – Live 1979
  - Tinseltown Rebellion
  - Shut up and Play your Guitar (1980)
  - Joes Garage parts 1 & 2 (1982)
- Joni Mitchell
  - Wild Things Run Fast (1982)
  - Dog Eat Dog (1985)
  - Night Ride Home (1991)
  - Hits (1996)
  - Misses (1996)
  - Songs of a Prairie Girl (2005)
- Gino Vannelli: Night Walker (1984)
- Barbra Streisand: Emotion (1984)
- Olivia Newton-John: Soul Kiss (1985)
- Allan Holdsworth
  - Secrets (1989)
  - Wardenclyffe Tower (1991)
- John Patitucci: John Patitucci (1989)
- Steve Tavaglione: Blue Tav (1989)
- Tom Scott: Flashpoint (1989)
- John Patitucci: Sketchbook (1991)
- Chick Corea
  - Live at the Blue Note in Tokyo (1992)
  - The Ultimate Adventure (2006)
- Bunny Brunel: Dedication (1992)
- Karizma
  - Forever in the arms of Love (1989)
  - Document (2000)
- Eric Marienthal: Crossroads (1990)
- Sting
  - Acoustic Live in Newcastle (1992)
  - Ten Summoner's Tales (1994)
  - Mercury Falling (1995)
  - Union Strength – Live (1996)
  - Brand New Day (1999)
  - Sacred Love (2003)
  - 57th & 9th (2016
- John Mclaughlin: The Promise (1995/1996)
- Bob Malach: Mood Swing (1995)
- John Fogerty: Blue Moon Swamp (1997)
- Quincy Jones Big band: Ya Gotta Try Harder (2000)
- Jing Chi
  - Jing Chi (2001)
  - Jing Chi Live at Yoshi's (2003)
  - 3D (2004)
  - Supremo (2017)
- Stevie Nicks: Trouble in Shangri-La (2001)
- Mike Stern: These Times (2003)
- Visions of an Inner Mounting Apocalypse: A Fusion Guitar Tribute (2005)
- Five Peace Band (2009)
- Mark Egan: Truth Be Told (2010)
- Dewa Budjana: Surya Namaskar (2014)
- Jeff Beck: Performing This Week.. - Live at Ronnie Scott's (2015)

## Ekstern kilder og henvisninger
- vinniecolaiuta.com Website
- Om Vinnie Colaiuta på drummerworld.com